# Worldwide
Worldwide è il sesto album in studio del duo musicale britannico Everything but the Girl, pubblicato nel 1991.

## Tracce
Tutte le tracce sono state scritte da Ben Watt, eccetto dove indicato.

1. Old Friends - 3:45
2. Understanding (Watt, Tracey Thorn) - 4:11
3. You Lift Me Up (Thorn) - 4:13
4. Talk to Me Like the Sea - 4:30
5. British Summertime (Watt, Thorn) - 3:46
6. Twin Cities - 4:35
7. Frozen River - 3:48
8. One Place (Thorn) - 4:58
9. Politics Aside - 3:24
10. Boxing and Pop Music - 5:57
11. Feel Alright - 0:54